# Chorramschahr
Chorramschahr (persisch خرمشهر, DMG ḫorramšahr; auch: Khorramshahr, bis 1924 Mohammerah) ist eine am Zusammenfluss von Euphrat und Tigris, dem Schatt al Arab, gelegene Stadt auf iranischer Seite, in der Provinz Chuzestan mit hochgerechnet knapp 171.000 Einwohnern im Jahre 2016. Die Stadt liegt an der Mündung des Karun.
Bis 1924 war Chorramschahr unter regionaler Regierung des jeweiligen Schahs und hieß bis dahin Mohammerah. Seit 1924 liegt es unter dem heutigen Namen in nationaler Verwaltung.
Chorramschahr war und ist eine bedeutende Hafenstadt nahe bei Abadan, wo es eines der bedeutendsten Erdölfördergebiete der Welt gibt. 
Im Ersten Golfkrieg (1980–1988) war Chorramschahr von November 1980 bis Juni 1982 von der irakischen Armee besetzt. Die Stadt wurde durch die Kampfhandlungen und als Folge der Besatzung fast vollständig zerstört.
Es gibt in Chorramschahr eine Universität für nautische Wissenschaften und Technologien.
Die Stadt besitzt einen Bahnhof an einer Zweigstrecke der Transiranischen Eisenbahn. Eine Bahnstrecke in den Irak, nach Basra befindet sich im Bau (2023).